# Kanton Gien
Kanton Gien (francouzsky Canton de Gien) je francouzský kanton v departementu Loiret v regionu Centre-Val de Loire. Tvoří ho 11 obcí.

## Obce kantonu
- Boismorand
- Coullons
- Gien
- Langesse
- Le Moulinet-sur-Solin
- Les Choux
- Nevoy
- Poilly-lez-Gien
- Saint-Brisson-sur-Loire
- Saint-Gondon
- Saint-Martin-sur-Ocre